# Tony Farmer (baloncestista de 1970)
Anthony Todd "Tony" Farmer (Los Ángeles, California, 3 de enero de 1970) es un exjugador de baloncesto estadounidense que disputó dos temporadas en la NBA, transcurriendo el resto de su carrera en ligas menores de su país, y en equipos de Europa, Puerto Rico y Sudamérica. Con 2,06 metros de estatura, jugaba en la posición de ala-pívot.

## Trayectoria deportiva

### Universidad
Jugó dos temporadas con los Spartans de la Universidad de San José, en las que promedió 5,7 puntos, 3,4 rebotes y 0,5 asistencias por partido. En 1989 fue transferido a los Cornhuskers de la Universidad de Nebraska-Lincoln, donde tras pasar el reglamentario año en blanco, jugó una temporada más, en la que promedió 12,4 puntos y 7,4 rebotes.

### Profesional
Tras no ser elegido en el Draft de la NBA de 1991, sí lo fue en el puesto 40 del draft de la CBA, jugando durante dos temporadas en los Sioux Falls Skyforce, los Columbus Horizon y los Rochester Renegade. En enero de 1993 fichó por el Dyc Breogán de la liga ACB para sustituir al lesionado Tim Burroughs. Disputó únicamente 3 partidos, en los que promedió 14,1 puntos y 6,1 rebotes.
Días después ficha por el ÉB Pau-Orthez para reemplazar a Orlando Phillips, acabando la temporada de nuevo en la CBA de su país, en los Fort Wayne Fury. Al año siguiente fichó por el Dinamo Basket Sassari de la liga italiana, donde disputó ocho partidos, promediando 16,8 puntos y 7,3 rebotes. Fue cortado por lesión y reemplazado por Irving Thomas, regresando de nuevo a las ligas menores de su país.
Volvió a Europa la temporada siguiente, fichando por el Cholet Basket de la liga francesa, reemplazando al lesionado Tellis Frank. Tras la recuperación de este, reemplaza a Ken Redfield en el Besançon Basket Comté Doubs.
En 1996 ficha como agente libre por los Miami Heat, pero es cortado antes del comienzo de la temporada. Tras un breve paso por los Florida Beach Dogs, en marzo de 1997 ficha por el Club Baloncesto Murcia de la ACB reemplazando a Malcolm Mackey, pero únicamente disputaría 3 partidos, en los que promedió 9,6 puntos y 5,1 rebotes.
En 1997 firma contrato por una temporada con los Charlotte Hornets de la NBA, lo que supondría su debut en la liga. Disputó 27 partidos, dos de ellos como titular, en los que promedió 2,5 puntos y 1,2 rebotes. Tras ser despedido antes de finalizar la temporada, jugó ese verano en los Criollos de Caguas de la liga de Puerto Rico, promediando 22,4 puntos y 11,8 rebotes por partido. Se marchó posteriormente a jugar al Asociación Deportiva Atenas de la liga argentina, donde reemplazaría a Benoit Benjamin, y tras ser despedido voló de nuevo a Europa para reemplazar a Barry Mitchell en el BC Oostende de la liga belga.
En 1999 regresó a la NBA para firmar un contrato no garantizado con los Golden State Warriors. Disputó una temporada como suplente de Donyell Marshall en la que promedió 6,3 puntos y 4,0 rebotes por partido.
Regresó en verano a Puerto Rico, a los Leones de Ponce, donde ya había jugado el verano anterior. Allí promedió 19,7 puntos y 7,1 rebotes por partido. Volvió posteriormente al baloncesto europeo, al fichar por el Iraklis BC griego, donde apenas estuvo un par de meses, regresando a su país para jugar en ligas menores. En marzo de 2001 vuelve al Besançon Basket Comté Doubs francés, reemplazando a Quinton Brooks. En el verano vuelve a Puerto Rico, fichando por los Criollos de Caguas, donde promedió 22,2 puntos y 8,2 rebotes por partido.
La temporada siguiente se marcha a jugar al Lokomotiv Kuban ruso, y de nuevo en el verano vuelve a la BSN, en esta ocasión a los Maratonistas de Coamo, con los que promedió 6 puntos y 6 rebots en los dos únicos partidos que disputó. Juega posteriormente en los Utah Snowbears y en 2007 ficha por los Tijuana Dragones como jugador-entrenador.
Se quedó en Tijuana para jugar al año siguiente en los Galgos de la liga mexicana, alargando su carrera posteriormente hasta 2013 en equipos de ligas menores estadounidenses, retirándose a los 43 años.

## Estadísticas de su carrera en la NBA

### Temporada regular
| Temporada | Edad | Equipo                | Liga | Pos. | P   | TIT | MIN  | TC  | TCA | %TC  | 3P  | 3PA | %3P  | 2P  | 2PA | %2P  | TL  | TLA | %TL  | R.OF. | R.DEF. | REB | ASIS | ROB | TAP | PER | FP  | PTS |
| 1997-98   | 28   | Charlotte Hornets     | NBA  | C    | 27  | 2   | 6.3  | 0.6 | 2.0 | .321 | 0.1 | 0.3 | .222 | 0.6 | 1.6 | .341 | 1.1 | 1.4 | .795 | 0.6   | 0.6    | 1.2 | 0.2  | 0.4 | 0.1 | 0.3 | 0.9 | 2.5 |
| 1999-00   | 30   | Golden State Warriors | NBA  | PF   | 74  | 9   | 16.2 | 1.7 | 4.2 | .407 | 0.1 | 0.6 | .182 | 1.6 | 3.6 | .444 | 2.7 | 3.6 | .766 | 1.6   | 2.4    | 4.0 | 1.0  | 0.9 | 0.2 | 1.1 | 2.3 | 6.3 |
| Total     |      |                       | NBA  |      | 101 | 11  | 13.5 | 1.4 | 3.6 | .395 | 0.1 | 0.5 | .189 | 1.3 | 3.1 | .429 | 2.3 | 3.0 | .770 | 1.3   | 1.9    | 3.2 | 0.8  | 0.8 | 0.2 | 0.9 | 1.9 | 5.3 |